# Galactia isopoda
Galactia isopoda är en ärtväxtart som beskrevs av Ignatz Urban. Galactia isopoda ingår i släktet Galactia och familjen ärtväxter. Inga underarter finns listade i Catalogue of Life.